# Margarita de Namur
Margarita, Marquesa de Namur (c. 1194-17 de julio de 1270) fue Marquesa de Namur en 1229-1237. Era hija  de Pedro II de Courtenay y Yolanda de Flandes.

## Vida
Margarita (llamada Sibila llamada en algunas fuentes) se casó con Raul, señor de Issoudun en 1210. Sucedió a su marido como Señora de Châteauneuf-sur-Cher y Mareuil-en-Berry en 1216. Poco después de la muerte de su primer marido se casó con Enrique I, Conde de Vianden (c. 1190/1210 - 1252) en 1216. Enrique era hijo de Federico III, Conde de Vianden (c. 1160 - 1210), y Mechthilde (Mathilde) de Neuerburg (?). Otro hijo, Federico I, hermano más joven de Enrique, heredó Neuerburg y se casó con Cecilia de Isenburg, esta rama de la dinastía se extinguió con la muerte de Federico III de Neuerburg en 1332 (de).

### Marquesa de Namur
Margarita se convirtió en Marquesa  de Namur tras la muerte de su hermano Enrique, Marqués de Namur en 1229, sucesor de su otro hermano, Felipe. Su abuelo había recibido el condado como herencia de su tío Enrique IV, Conde de Luxemburgo (Enrique I de Namur). Margarita y su marido Enrique I de Vianden (Enrique III de Namur) gobernaron Namur hasta 1237 cuando tuvieron que entregar Namur al hermano de Margarita Balduino II de Courtenay. Enrique y Margaret continuaron gobernando Vianden. Enrique V, Conde de Luxemburgo (1216 – 1281), nieto materno de Enrique IV de Luxemburgo, invadió Namur y lo gobernó entre 1256-1264. Balduino vendió Namur en c. 1263 a su primo Guido de Dampierre, conde de Flandes y Enrique fue expulsado por la fuerza, aunque se llegó a la paz mediante un acuerdo matrimonial.

### Vida posterior
Tras la muerte de su marido en 1252, Margarita entró en un convento en Marienthal cerca de Luxemburgo y se convirtió en monja. Murió en Marienthal el 17 de julio de 1270 y fue enterrada allí.

## Descendencia
Margaret y Henry tuvieron los niños siguientes:
- Matilde (c. 1216 -), casada alrededor 1235 con Kaloioannes Angelos "Johann Angelus" (c. 1193 - c. 1255), Duque de Syrmia y Bacs. Tuvieron a Maria Angelina (c. 1235 - un. 1285) cuyo marido Anseau de Cayeux o Chaurs sirvió a Carlos de Anjou. Posiblemente también fueron padres de Helena de Anjou (c. 1236– 1314), Reina consorte de Serbia.
- Pedro, deán de catedrales de Lieja y Colonia (muerto después de 1272).
- Federico de Vianden. Federico murió en 1247 (5 años antes que su padre). Esposo de Mathilde de Salm (b.c. 1223), hija de Enrique III, Conde de Ardeneas (señor de Viviers, c. 1190 - 1246 ?, casado con Margarita de Bar le Duc ?)
- Enrique I van Vianden (d. 1267), obispo de Utrecht de 1249 a 1267.
- Felipe I (d. 1273), Conde de Vianden 1252-1273. Esposo de Marie de Brabante-Perwez, hija de Godofredo de Lovaina, Señor de Perwez, aparentemente descendiente de Godofredo III, Conde de Lovaina y Landgrave de Brabante (1142-1190).
- Yolanda de Vianden (1231–1283), priora de Marienthal.